# Mengsberg
Mengsberg ist ein Ortsteil von Neustadt (Hessen) im mittelhessischen Landkreis Marburg-Biedenkopf.

## Geografie

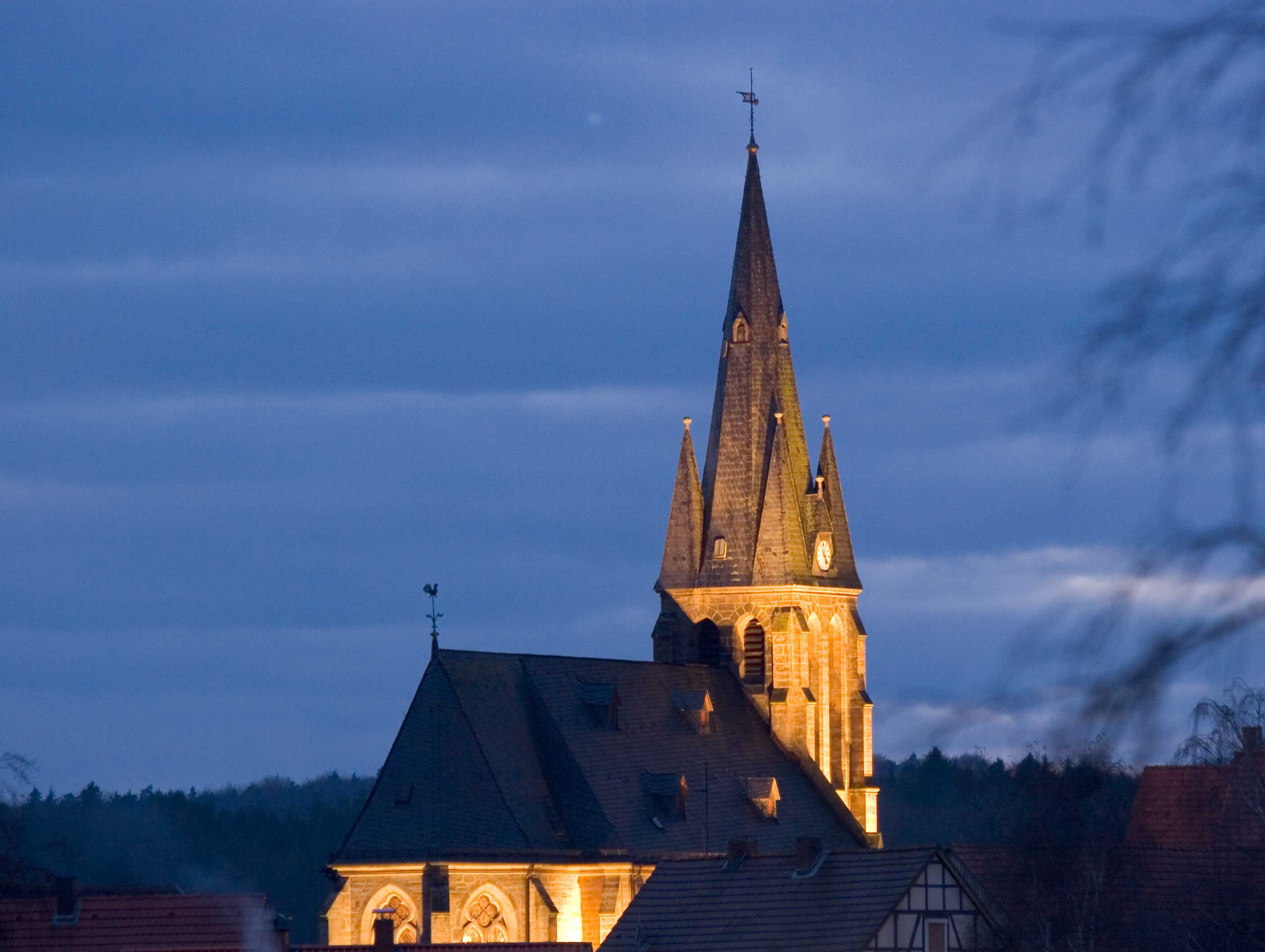
Mengsberger Kirche

Mengsberg liegt etwa 6 km nördlich von Neustadt (Hessen) und sechs Kilometer westlich von Schwalmstadt, zwischen der B 3 und der B 454. Mengsberg liegt am südlichen Abhang des Gilserberger Hochlandes, am Rande des Gebietes Schwalm, 310 Meter ü. d. M., auf der Wasserscheide Rhein-Weser. Von Mengsbergs Höhen ist ein Fernblick auf das Panorama der Knüllberge möglich.

## Geschichte
Der „Knickwandtopf von Mengsberg“ im Hessischen Landesmuseum in Kassel, ein Gefäß aus der Zeit der Merowinger, lässt darauf schließen, dass die Gegend um Mengsberg bereits im 6. oder 7. Jahrhundert besiedelt war. Urkundlich erwähnt wird das Dorf erstmals 1294 in einer Urkunde des Klosters Haina. Die ältesten Zeitzeugen sind die großen Linden oberhalb des Teiches (alter Kirmesplatz).
1360/67 wird im Ziegenhainer Urbar erstmals eine Kirche zu Mengsberg erwähnt.
Seit 1475 ist eine Pfarrkirche in Mengsberg urkundlich belegt, die jedoch beim großen Brand am 15. September 1875 niederbrannte.
1879 wurde der Grundstein für die heutige Kirche gelegt und 1883 wurde sie eingeweiht.

### Gebietsreform
Am 1. Januar 1974 wurde die ehemals selbständige Gemeinde Mengsberg im Zuge der Gebietsreform in Hessen kraft Landesgesetz ein Stadtteil von Neustadt (Hessen). Bis dahin gehörte sie zum Landkreis Ziegenhain.

### Bevölkerung
Einwohnerentwicklung
 Quelle: Historisches Ortslexikon
| • 1585: | 50 Hausgesesse                                         |
| • 1639: | 30 Männer, 5 Witwen                                    |
| • 1681: | 33 Hausgesesse, 4 Ausschuss                            |
| • 1747: | 47 Feuerstellen                                        |
| • 1782: | 52 Wohnhäuser einschließlich 3 Mühlen und 3 Baustätten |

| Mengsberg: Einwohnerzahlen von 1747 bis 2018 | Mengsberg: Einwohnerzahlen von 1747 bis 2018 | Mengsberg: Einwohnerzahlen von 1747 bis 2018 | Mengsberg: Einwohnerzahlen von 1747 bis 2018 | Mengsberg: Einwohnerzahlen von 1747 bis 2018 |
| --- | -------------------------------------------- | -------------------------------------------- | -------------------------------------------- | -------------------------------------------- |
| Jahr |                                              |                                              |                                              | Einwohner                                    |
| 1747 | 1747                                         |                                              | 356                                          | 356                                          |
| 1834 | 1834                                         |                                              | 500                                          | 500                                          |
| 1840 | 1840                                         |                                              | 546                                          | 546                                          |
| 1846 | 1846                                         |                                              | 576                                          | 576                                          |
| 1852 | 1852                                         |                                              | 593                                          | 593                                          |
| 1858 | 1858                                         |                                              | 548                                          | 548                                          |
| 1864 | 1864                                         |                                              | 560                                          | 560                                          |
| 1871 | 1871                                         |                                              | 503                                          | 503                                          |
| 1875 | 1875                                         |                                              | 478                                          | 478                                          |
| 1885 | 1885                                         |                                              | 530                                          | 530                                          |
| 1895 | 1895                                         |                                              | 501                                          | 501                                          |
| 1905 | 1905                                         |                                              | 528                                          | 528                                          |
| 1910 | 1910                                         |                                              | 555                                          | 555                                          |
| 1925 | 1925                                         |                                              | 590                                          | 590                                          |
| 1939 | 1939                                         |                                              | 679                                          | 679                                          |
| 1946 | 1946                                         |                                              | 1.027                                        | 1.027                                        |
| 1950 | 1950                                         |                                              | 955                                          | 955                                          |
| 1956 | 1956                                         |                                              | 864                                          | 864                                          |
| 1961 | 1961                                         |                                              | 834                                          | 834                                          |
| 1967 | 1967                                         |                                              | 837                                          | 837                                          |
| 1974 | 1974                                         |                                              | 876                                          | 876                                          |
| 2008 | 2008                                         |                                              | 950                                          | 950                                          |
| 2012 | 2012                                         |                                              | 863                                          | 863                                          |
| 2018 | 2018                                         |                                              | 839                                          | 839                                          |
| Datenquelle: Historisches Gemeindeverzeichnis für Hessen: Die Bevölkerung der Gemeinden 1834 bis 1967. Wiesbaden: Hessisches Statistisches Landesamt, 1968. Weitere Quellen: ; Stadt Neustadt (Hessen) |                                              |                                              |                                              |                                              |

Religionszugehörigkeit
 Quelle: Historisches Ortslexikon
| • 1861: | 557 evangelisch-reformierte, 5 evangelisch-lutherische, ein römisch-katholischer Einwohner. |
| • 1885: | 528 evangelische (= 99,62 %), 2 katholische (= 0,38 %) Einwohner                            |
| • 1961: | 733 evangelische (= 87,89 %), 88 katholische (= 10,55 %) Einwohner                          |

Erwerbstätigkeit
 Quelle: Historisches Ortslexikon
| • 1782: | Erwerbspersonen: 4 Müller, 2 Schmiede, 3 Wagner, 5 Leineweber, 2 Bender, 3 Schneider, 1 Ziegelbrenner, 2 Wirte und Branntweinschenken, 6 Tagelöhner(-innen), 4 Lohnschäfer. |
| • 1838: | Familien: 39 Ackerbau, 6 Gewerbe, 43 Tagelöhner. |
| • 1961: | Erwerbspersonen: 204 Land- und Forstwirtschaft, 185 produzierendes Gewerbe, 34 Handel und Verkehr, 25 Dienstleistung und Sonstiges.                                         |

## Politik
Der Ortsbeirat besteht aus 7 Mitgliedern der Gemeinsamen Liste Mengsberg (GLM). Ortsvorsteher ist Karlheinz Kurz (SPD).

## Vereine und Öffentliche Einrichtungen
In Mengsberg gibt es viele Vereine (Burschenschaft, Bläsergruppe, Brieftaubenverein, Evangelischen Frauenchor, Freiwillige Feuerwehr, Heimat- und Verschönerungsverein, Männergesangverein, Motorradfreunde 1993, Reit- und Fahrverein, Schützenverein, TSV Mengsberg 1926, VdK-Ortsgruppe), eine Grundschule, ein Hallenbad und eine Reithalle.